# Diesel (Band)
Diesel ist eine Rockband aus den Niederlanden, die 1979 von dem Schlagzeuger Pim Koopman und dem Sänger und Gitarristen Rob Vunderink gegründet wurde. Mit Sausolito Summernights gelang ihr 1981 ein internationaler Tophit.

## Geschichte
Pim Koopman und Rob Vunderink hatten unter dem Namen Concrete bereits 1978 eine Single veröffentlicht. Als 1979 der Gitarrist Mark Boon und der Bassist Frank Papendrecht zur Band stießen, entschloss man sich jedoch den Namen zu ändern. Diesel landete zunächst Top-40-Hits in den Niederlanden wie Going Back to China und Down in the Silvermine. Der Durchbruch gelang aber erst 1981 mit dem Song Sausolito Summernights, ihrer vierten Single. In diesem Lied verarbeitet Mark Boon seine Erfahrungen auf einer Amerikareise. Obwohl dies anfangs nur ein mittelmäßiger Hit in ihrer Heimat war, wurde er regelmäßig im kanadischen Radio gespielt. In der Folge erreichte die Single Platz 1 in Kanada und Platz 25 in den USA. Die Gruppe firmierte in Nordamerika allerdings unter dem Namen Dutch Diesel, um Verwechslungen mit einer anderen Band zu vermeiden.
In der Folgezeit kam es bei Diesel zu mehreren Umbesetzungen. So stieg Sänger Vunderink 1983 aus und ging als Zeitungskorrespondent nach Moskau. Er wurde bei Diesel durch Henk Hager ersetzt. 1987 wurde er dort jedoch ausgewiesen, weil er zu kritisch über das sowjetische Regime berichtet hatte und stieg wieder bei Diesel ein. Jedoch verließ er die Band bereits 1989 wieder und ging wieder nach Moskau zurück. Auch auf anderen Positionen kam es zu Wechseln, so zählten unter anderem André Versluys und Wijnand Ott (Bass), Bas Krumperman und Jan Loomans (Gitarre), Henk Hager und Kim Weemhoff (Schlagzeug) zur Band. Erst im Jahr 2000 kehrten Vunderink und Koopman zur Band zurück und die Band veröffentlichte das Album Diesel on the Rocks.
Diesel besteht trotz aller Umbesetzungen bis heute und geht auch noch regelmäßig auf Tour. 2017 lautete das Line-Up Rob Vunderink (Gesang, Gitarre), Mark Boon (Gesang, Gitarre), René Meister (Keyboard, Gesang), Dave Bordeaux (Gesang, Bass) und Ron van Elswijk (Schlagzeug). 2017 veröffentlichte Diesel die Single Like Hell I Will!. Dave Bordeaux wurde kurz darauf ersetzt durch Orlando Milan, der wiederum im März 2018 durch Matto Kranenburg ersetzt wurde.

## Diskografie

### Alben
| Jahr | Titel           | Höchstplatzierung, Gesamtwochen, AuszeichnungChartsChartplatzierungen (Jahr, Titel, Platzierungen, Wochen, Auszeichnungen, Anmerkungen) | Anmerkungen |
| Jahr | Titel           | NL | Anmerkungen |
| ---- | --------------- | --- | ----------- |
| 1980 | Watts In A Tank | NL38 (2 Wo.)NL |             |

Weitere Alben
- 1982: Unleaded
- 2000: Diesel on the Rocks

### Singles
| Jahr | Titel Album                            | Höchstplatzierung, Gesamtwochen, AuszeichnungChartsChartplatzierungen (Jahr, Titel, Album, Platzierungen, Wochen, Auszeichnungen, Anmerkungen) | Anmerkungen |
| Jahr | Titel Album                            | NL | Anmerkungen |
| ---- | -------------------------------------- | --- | ----------- |
| 1979 | Goin’ Back To China Watts In A Tank    | NL28 (3 Wo.)NL |             |
| 1980 | Down In The Silvermine Watts In A Tank | NL28 (4 Wo.)NL |             |
| 1980 | Sausolito Summernight Watts In A Tank  | NL35 (3 Wo.)NL |             |
| 1988 | Samantha                               | NL33 (3 Wo.)NL |             |